# ASGI
ASGI (англ. Asynchronous Server Gateway Interface) — клиент-серверный протокол взаимодействия веб-сервера и приложения, дальнейшее развитие технологии WSGI. По сравнению с WSGI предоставляет стандарт как для асинхронных, так и для синхронных приложений, с реализацией обратной совместимости WSGI и несколькими серверами и платформами приложений.